# Стрём, Ян-Аксель
Ян-А́ксель Стрём (норв. Jan-Axel Strøm; 6 сентября 1945, Осло) — норвежский саночник, выступал за сборную Норвегии в 1960-х годах. Участник двух зимних Олимпийских игр, призёр многих международных турниров и национальных первенств.

## Биография
Ян-Аксель Стрём родился 6 сентября 1945 года в Осло. Активно заниматься санным спортом начал с юных лет, проходил подготовку в столичном спортивном клубе «Акефорениге». Благодаря череде удачных выступлений удостоился права защищать честь страны на зимних Олимпийских играх 1964 года в Инсбруке, участвовал в первых в истории олимпийских соревнованиях по санному спорту. В мужском одиночном разряде финишировал девятнадцатым, тогда как в парном разряде вместе с Кристианом Халленом-Паульсеном расположился на десятой позиции.
Четыре года спустя Стрём прошёл квалификацию на Олимпийские игры 1968 года в Гренобль, однако выступил здесь ещё хуже предыдущего раза, в состязаниях одиночек занял лишь двадцать первое место. Вскоре после этой Олимпиады принял решение завершить карьеру профессионального спортсмена, уступив место в сборной молодым норвежским саночникам. Примерно в то же время в сборной Норвегии по санному спорту выступали братья Рольф Грегер Стрём и Кристиан Стрём, но с Яном-Акселем родственных связей они не имеют.